# УМ-1НХ

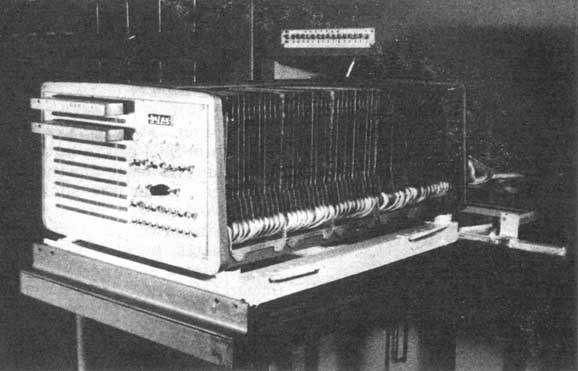
УМ1-НХ на Ленинградском электромеханическом заводе

УМ1-НХ — электронная вычислительная машина для решения задач контроля и управления. Была создана в КБ-2, в Ленинграде, под руководством Ф. Г. Староса и И. В. Берга. Разработка производилась с 1958 года, в 1962 году машина принята Государственной комиссией, с 1963 года выпускалась серийно на Ленинградском электромеханическом заводе.
За разработку машины в 1969 году разработчики были удостоены Государственной премии СССР в области науки и техники.
Первый советский мини-компьютер.

## Технические характеристики
Элементная база компьютера — дискретные транзисторы, порядка 8000 штук, резисторы и конденсаторы. Логическая база — резисторно-транзисторная. Оперативная память — на ферритовых пластинах. Габариты основного блока — 880 × 535 × 330 мм, потребляемая мощность — 200 Вт.
Машина использовала двоичную систему счисления, операции производились над числами с фиксированной запятой. Система команд — смешанной адресности, одно-, двух- и трёхадресные команды, с развитыми операторами ввода-вывода, рассчитанная на использование в системах реального времени.
- Разрядность данных — 15 двоичных разрядов (14 + 1 знаковый).
- Разрядность команд — 20 двоичных разрядов.
- Быстродействие — 5000 сложений, 1000 умножений или делений в секунду.
- Ёмкость памяти[2]:
  - внутренняя: оперативная — 256 чисел, программная - 2048 команд, сверхоперативная - 4 числа, долговременная - 512 чисел
  - внешняя (в составе шкафа с периферийным оборудованием, опциональное): чисел — 512—4096 слов, команд — 512—4096 слов.

Система ввода-вывода включала, помимо аппарата для чтения и записи перфоленты и пульта с электрической печатной машинкой, набор АЦП и ЦАП, а также последовательных цифровых каналов. Максимальное количество обслуживаемых каналов — по 2048 на ввод и на вывод.
Система команд позволяла выполнять 32 операции, из них 15 арифметических и 10 информационных. Команды - одно- двух- и трехадресные.
Цена на 1973-й год - 17 000 рублей
Изготовитель - Завод ЛЭМЗ, Ленинград

## Система команд
Система команд состоит из 32 команд.
В состав системы команд входят специальные операции, обеспечивающие обмен информацией между машиной и объектами управления, а также работу в реальном масштабе времени.

## Внутреннее устройство ввода-вывода
В составе управляющей машины имелось 8 каналов для ввода информации в виде напряжения постоянного тока от −5 до +5 В и 8 каналов для ввода информации в виде угла поворота вала.

## Габариты
Габариты машины УМ-1НХ — 880 × 535 × 330 мм, масса без блока питания — 80 кг.
Потребляемая мощность 200 Вт.

## Примеры использования
УМ1-НХ использовался для контроля технологических процессов на заводе цветных кинескопов «Хроматрон», для управления Воткинской ГЭС.
- Система управления нажимным устройством блюминга 1150 на Череповецком металлургическом заводе.[5][6]
- Система контроля и регулирования 2-го блока Белоярской АЭС, центральная подсистема которой состояла из двух машин УМ1-НХ, работающих в режиме «горячего» резерва. К ним подключались около 4 тыс. каналов ввода-вывода, размещённых в 15 конструктивах УСО УМ1-НХ. Комплекс был укомплектован 120 преобразователями «угол-код».[5]